# Charbonnières-les-Varennes
Charbonnières-les-Varennes ist eine französische Gemeinde mit 1.914 Einwohnern (Stand: 1. Januar 2022) im Département Puy-de-Dôme in der Region Auvergne-Rhône-Alpes. Sie gehört zum Arrondissement Riom und zum Kanton Saint-Ours (bis 2015: Kanton Manzat). Die Einwohner werden Coupaux genannt.

## Geographie
Charbonnières-les-Varennes liegt etwa 15 Kilometer nordnordwestlich von Clermont-Ferrand in den Monts Dômes am Fluss Ambène und im Regionalen Naturpark Volcans d’Auvergne (französisch Parc naturel régional des Volcans d’Auvergne). Umgeben wird Charbonnières-les-Varennes von den Nachbargemeinden Loubeyrat im Norden, Châtelguyon im Osten und Nordosten, Enval im Osten, Volvic im Süden und Südosten, Saint-Ours im Süden und Südwesten, Pulvérières im Westen und Südwesten sowie Manzat im Nordwesten.
Durch die Gemeinde führt die Autoroute A89.

## Bevölkerungsentwicklung
| Jahr                       | 1962 | 1968 | 1975 | 1982 | 1990 | 1999 | 2006 | 2013 |
| Einwohner                  | 875  | 838  | 895  | 909  | 1177 | 1215 | 1397 | 1627 |
| Quellen: Cassini und INSEE |      |      |      |      |      |      |      |      |

## Sehenswürdigkeiten
- Kirche
- Herrenhaus von Veygoux aus dem 17. Jahrhundert
- Mühle Edmond

## Weblinks

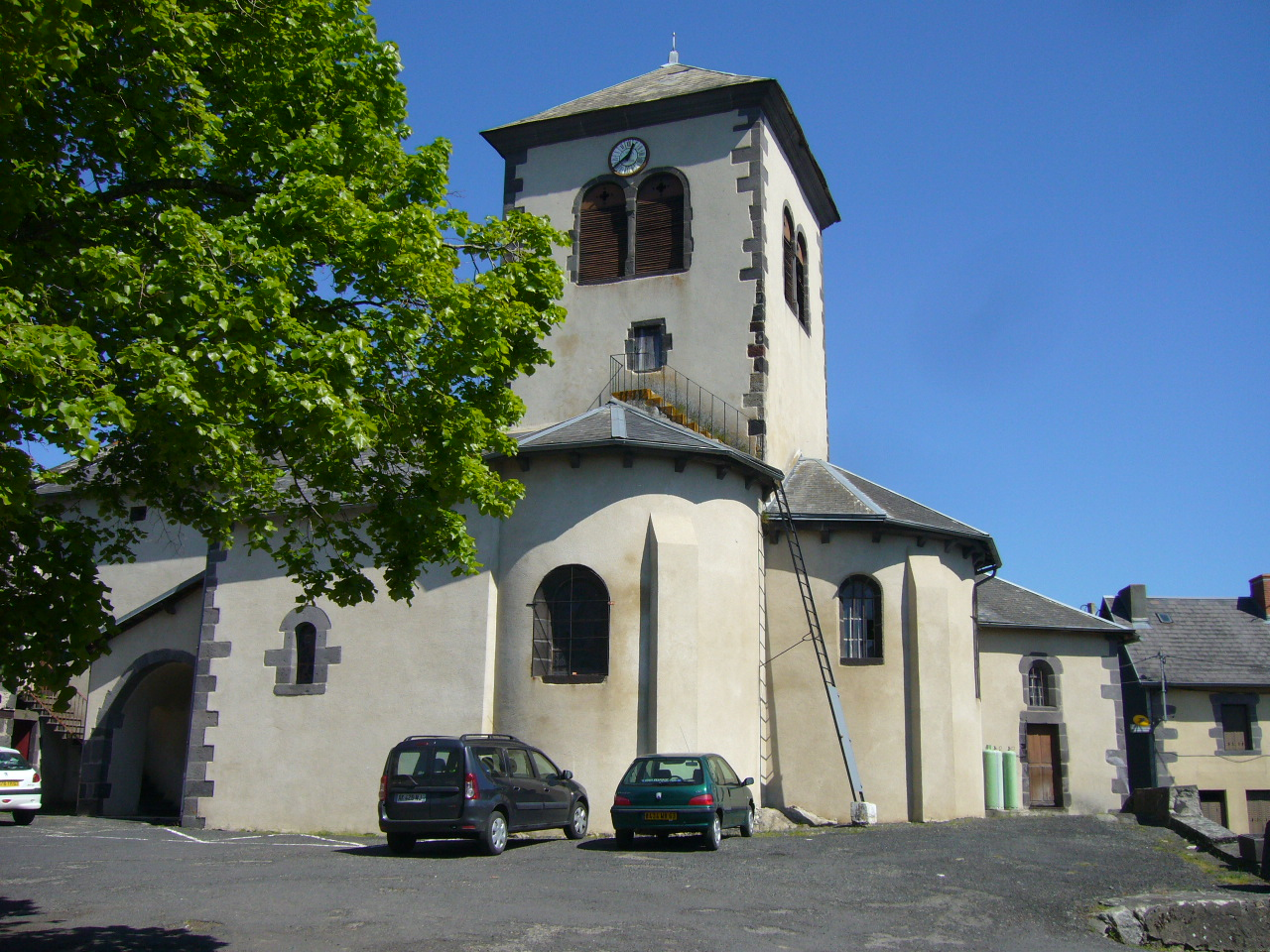
Kirche